# Liste der Baudenkmäler in Vilsbiburg
Auf dieser Seite sind die Baudenkmäler in der niederbayerischen Stadt Vilsbiburg zusammengestellt. Diese Tabelle ist eine Teilliste der Liste der Baudenkmäler in Bayern. Grundlage ist die Bayerische Denkmalliste, die auf Basis des Bayerischen Denkmalschutzgesetzes vom 1. Oktober 1973 erstmals erstellt wurde und seither durch das Bayerische Landesamt für Denkmalpflege geführt wird. Die folgenden Angaben ersetzen nicht die rechtsverbindliche Auskunft der Denkmalschutzbehörde.

## Ensembles

### Ensemble Altstadt Vilsbiburg mit Oberer Stadt

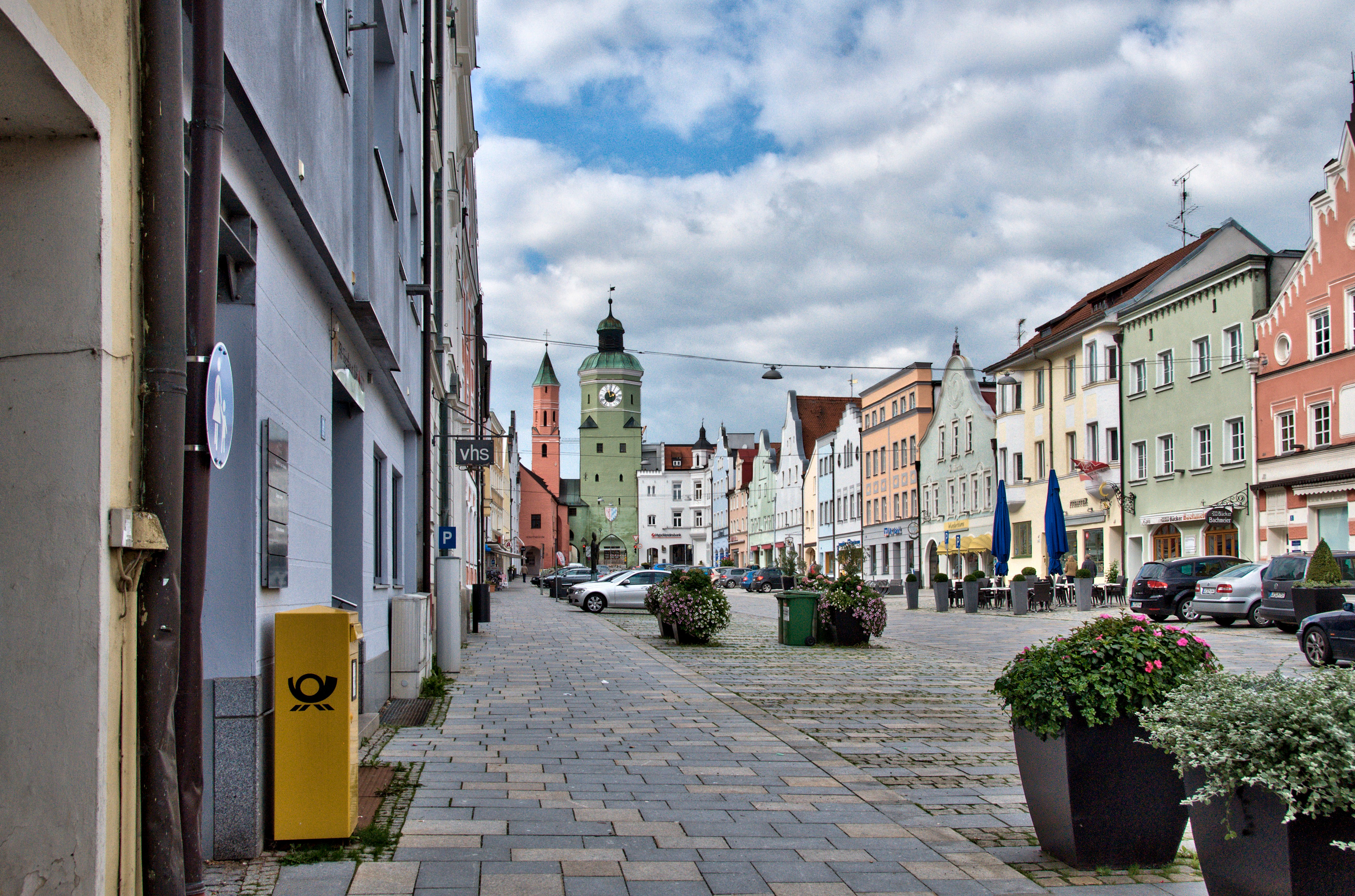

Es umfasst den Stadtplatz als Kern der in der zweiten Hälfte des 13. Jahrhunderts von den Wittelsbachern planmäßig begründeten Marktanlage Vilsbiburg zusammen mit der vor dem spätgotischen Oberen Tor liegenden Oberen Stadt als ehemaligen Vormarkt.
Die Neugründung Vilsbiburg entstand als typisch wittelsbachische Marktanlage im rechten Winkel zum Flusslauf der Großen Vils südwestlich des bereits lange vorher bestehenden Dorfes Biburg. Anlass für die Neuansiedlung war die Verlegung der Zollstätte von der alten, dem Salzburger Bischof gehörigen Brücke in herzogliches Territorium. Das neue Zollhaus an der weiter flussaufwärts errichteten Vilsbrücke wurde somit zur Urzelle des 200 m langen Straßenmarktes, der an den Schmalseiten durch zwei Torbauten abgeriegelt und entlang seiner äußeren, hufeisenförmigen Umgrenzung mit Ringmauern befestigt wurde. Die Neugründung erhielt vorübergehend Stadtrecht (1323 bestätigt), im Gegensatz zu den älteren Siedlungen außerhalb der Mauern, die links der Vils Oberer Vormarkt und rechts der Vils Unterer Vormarkt genannt wurden. 
Der langgezogene, rechteckige Stadtplatz im Anschluss an die Vilsbrücke bildete einen wichtigen Knotenpunkt in der neuen Straßenführung der Wittelsbacher, die von der neu gegründeten Stadt Landshut eine Verbindung über Geisenhausen, Vilsbiburg und Neumarkt nach Burghausen anlegten. Die bereits bestehende Straße von Herrnfelden bis Biburg, am nordwestlichen Kopfende des Stadtplatzes vorbeiführend, wurde zur bedeutenden Querverbindung nach Frontenhausen. Trotzdem stagnierte die Entwicklung Vilsbiburgs seit der zweiten Hälfte des 14. Jahrhunderts aufgrund mehrerer großer Brände und der weitgehenden Zerstörung 1504 im Erbfolgekrieg. Erst seit der Mitte des 16. Jahrhunderts führte ein lebhafter Aufschwung von Handwerk und Gewerbe zu der rasch entlang der Ausfallstraßen wachsenden Marktsiedlung, die schließlich 1929 zur Stadt erhoben wurde.
Die wittelsbachische Neugründung ist im Zentrum der heutigen Stadt mit dem platzartigen Straßenmarkt gut überliefert. Die Platzwände, die den breiten Straßenzug begrenzen, sind in Grundriss und Baukern überwiegend noch dem 16. und 17. Jahrhundert verhaftet. Die meist dreigeschossigen Bürgerhäuser am Stadtplatz besitzen vielfach noch mittelalterliche und barocke Bausubstanz, ihre Fassaden wurden jedoch zwischen 1880 und 1914 bis auf drei Ausnahmen alle erneuert. Die lebhaft gegliederten Putzfronten im Stil des Historismus, zum Teil in neubarocker oder neugotischer Ausprägung, wechseln mit schlichteren Fassaden einiger Bauten des Inn-Salzach-Typus mit Grabendächern. An der Südseite des Stadtplatzes setzen der Eckbau des neuen Rathauses (Nr. 26), der palaisähnliche ehemaligen Finanzamtsbau (Nr. 30) und das Bürgerhaus von 1717 (Nr. 37) besondere städtebauliche Akzente, während das Geschäftshaus Nr. 27, das Postgebäude (Nr. 29) und das Geschäftshaus Nr. 32 durch ihre Frontgestaltungen und Dachausbauten Störungen im Platzbild verursachen. 
Die beherrschende Baugruppe der Kernstadt bildet das spätgotische Obere Tor am westlichen Kopf der Anlage, dem sich das Spitalgebäude von 1476 mit der zu Beginn des 15. Jahrhunderts errichteten Spitalkirche und ihrem schlanken Turm zugesellen.
Dem Stadtplatz südwestlich nahezu im rechten Winkel vorgelagert ist die Obere Stadt, ein Vormarkt, der im Zuge der alten Straße Landshut-Frontenhausen liegt. Der leicht gekrümmte, wohl vom Verlauf einer ehemaligen Vorbefestigung bestimmte Straßenplatz tangiert den westlichen Kopf des Stadtplatzes im rechten Winkel; beide Bereiche werden durch das Obere Tor optisch getrennt.
Die Bebauung weist letzte kleinere Vorstadthäuser des 18./19. Jahrhundert auf, bestimmend sind jedoch die reich bewegten Fronten oft dreigeschossiger Wohn- und Geschäftshäuser des 19. und frühen 20. Jahrhundert sowie stattliche Gasthöfe. Die gegenüber dem Stadtplatz eher schlichtere Bebauung wird an der Ostseite durch Neubauten gestört.
Aktennummer: E-2-74-184-1

## Baudenkmäler nach Ortsteilen

### Vilsbiburg
| Lage                                      | Objekt                                                                        | Beschreibung | Akten-Nr.      | Bild                             |
| ----------------------------------------- | ----------------------------------------------------------------------------- | --- | -------------- | -------------------------------- |
| Nähe Bergstraße (Standort)                | Kriegerdenkmal                                                                | für die Gefallenen des Krieges 1870/71, Figur über Steinsockel, von 1904. | D-2-74-184-2   | weitere Bilder                   |
| Nähe Frauensattlinger Straße (Standort)   | Kriegerdenkmal                                                                | Sockelaufbau mit aufgesetzter Figurennische, in neugotischen Formen, Ziegelstein, bezeichnet 1853 und 1874. | D-2-74-184-3   | Kriegerdenkmal                   |
| Freiung Ecke Landshuter Straße (Standort) | Kriegerdenkmal                                                                | Kalkstein, 1953/54, Anlage bestehend aus: Mariensäule mit Brunnenbecken, daran anschließend Mauerzug mit Gedenktafeln, rechtwinkelig angeschlossen dreiteilige Reliefplastik von Fritz Schmoll genannt Eisenwerth. | D-2-74-184-152 | weitere Bilder                   |
| Herrnfeldener Straße 11 (Standort)        | Wohnhaus                                                                      | zweigeschossiges traufständiges Gebäude mit Flachsatteldach, Zwerchgiebel, rustiziertem Sockelgeschoss und Putzverzierungen, bezeichnet 1904. | D-2-74-184-5   | weitere Bilder                   |
| Kirchenweg 1 (Standort)                   | Ehemaliges Mädchenschulhaus mit Lehrerinnenwohnung                            | davor St. Achatius-Stiftshaus des Weber-Benefiziums, Doppelhaus mit zwei Schmuckgiebel, zweigeschossiger Satteldachbau, der westliche vereinfacht, 1866 von Maurermeister Anton Wagner unter Berücksichtigung älterer Teile. | D-2-74-184-123 | weitere Bilder                   |
| Kirchstraße 13 (Standort)                 | Katholische Pfarrkirche Mariä Himmelfahrt mit Friedhof                        | Hallenkirche der Landshuter Bauschule, Blankziegelbau mit Westturm, Chor nach 1404 begonnen und 1437 geweiht, Barockisierung, der Turm erhält eine Zwiebelhaube, zwischen 1850 und 1869 Regotisierung von Bau und Ausstattung, Gliederung durch gestaffelte und getreppte Strebepfeiler, am Chor Dachfries mit gemaltem Maßwerk; mit Ausstattung; Ummauerung des Alten Friedhofs, um die Pfarrkirche gelegen, 17. Jahrhundert, teilweise erneuert; Neuer Friedhof mit Ummauerung, 19. Jahrhundert, mit seitlich überdeckten Arkadengängen und Grabdenkmälern des 19. Jahrhunderts, mit Friedhofskreuz, Gusseisen über Granitsockel, 1875. | D-2-74-184-7   | weitere Bilder                   |
| Kirchstraße 15 (Standort)                 | Katholischer Pfarrhof mit Nebengebäude                                        | zweigeschossiger Barockbau mit Satteldach, hohem Schweifgiebel, Eckrustika und Putzgliederung, 1718/20; seitlich in symmetrischer Anordnung anschließende Hofmauer mit Einfahrten, wohl gleichzeitig. | D-2-74-184-8   | weitere Bilder                   |
| Landshuter Straße 18 (Standort)           | Wohnhaus                                                                      | zweigeschossiger traufständiger Satteldachbau, mit Kniestock und vorkragendem Dach, Putzgliederung im Stil der Neurenaissance, Ende 19. Jahrhundert. | D-2-74-184-9   | weitere Bilder                   |
| Landshuter Straße 32 (Standort)           | Gaststätte                                                                    | zweigeschossiger giebelständiger Satteldachbau, mit Ecklisenen und historisierenden Putzverblendungen, vor 1881, nach Brand 2010 teilerneuert. | D-2-74-184-10  | weitere Bilder                   |
| Maria Hilf 1, 2 (Standort)                | Ehemaliges Kapuzinerkloster                                                   | heute Salesianer, langgestreckter zweigeschossiger Satteldachbau mit Hauskapelle in zwei Flügeln, mit Giebelrisalit, 1827 als Priesterhaus errichtet, Ausbau und Erweiterung 1851; zwei Nebengebäude. | D-2-74-184-12  | weitere Bilder                   |
| Maria Hilf 2 (Standort)                   | Katholische Wallfahrtskirche Maria Hilf                                       | neuromanische Basilika, 1832–36, Seitenschiffe 1870, Freitreppe und Terrasse 1874, Errichtung der Chorseitentürme 1880/85, Erweiterung der Kirche nach Westen 1897/98, umfassende Renovierung und Umbau der Treppenanlage, mit Lisenen- und Putzgliederung, Türme mit Geschossgliederung und Spitzhelm; mit Ausstattung. | D-2-74-184-13  | weitere Bilder                   |
| Maria Hilf 3 (Standort)                   | Ehemaliges Gasthaus, sogenannten Methäusl                                     | zweigeschossiger massiver Zeltdachbau, um 1830. | D-2-74-184-14  | weitere Bilder                   |
| Mariahilfkirchenweg 8 (Standort)          | Karmelitinnenkloster mit Kapelle                                              | Hauskapelle St. Josef, zweigeschossiger Satteldachbau über hakenförmigem Grundriss, akzentuiert durch Zeltdach mit Laterne, östlich Kapelle mit Pfeilergliederung und Dachreiter, nach Plänen von Michael Kurz, 1904; Erweiterungsanbau mit Pfortentrakt, zwei- bis dreigeschossiger Gebäudetrakt mit Krüppelwalm und Bodenerker mit Schweifgiebel, 1926/27; mit hoher Einfriedungsmauer, 1904. Das Altarbild Hl. Familie ist nach den Kunsthistorikern Hans Christian Ries und Michael Andreas Schmid dem Münchner Kunstmaler des Neubarock Josef Wittmann zuzuschreiben und etwa 1905 gemalt.                                           | D-2-74-184-15  | Karmelitinnenkloster mit Kapelle |
| Mühlenweg 1 (Standort)                    | Ehemaliges Weißgerberhaus                                                     | zweieinhalbgeschossiger Flachsatteldachbau, 17./18. Jahrhundert, mit Werkstätten sowie eingeschossigem Anbau, wohl 19. Jahrhundert. | D-2-74-184-16  | weitere Bilder                   |
| Obere Stadt 21 (Standort)                 | Wohn- und Geschäftshaus                                                       | zweigeschossiger Satteldachbau, im Kern 18. Jahrhundert, Umbau mit Zwerchgiebel und reicher Fassadengliederung, 1898. | D-2-74-184-19  | weitere Bilder                   |
| Obere Stadt 25 (Standort)                 | Wohnhaus und Rückgebäude                                                      | dreigeschossiger Satteldachbau, mit rundbogigem Zwerchgiebel und bekrönender Stuckfigur, von Josef Lehner, 1903; zweigeschossiges Rückgebäude mit Pultdach und turmartigem Erker, wohl gleichzeitig. | D-2-74-184-20  | weitere Bilder                   |
| Obere Stadt 33 (Standort)                 | Wohn- und Geschäftshaus                                                       | breitgelagerter zweigeschossiger Bau mit flach geneigtem Satteldach und abgestufter Vorschussmauer, Fassade mit Putzgliederung, 1883 (bezeichnet) aus dem Umbau eines ehemaligen Doppelhauses in Blockbauweise von 1571 (dendrochronologisch datiert) hervorgegangen. | D-2-74-184-23  | weitere Bilder                   |
| Stadtplatz 1 (Standort)                   | Ehemaliges Wohnhaus                                                           | dreigeschossig mit Treppengiebel und historisierenden Schmuckelementen, 1895, zweiten Hälfte des 20. Jahrhunderts. Umbauten zum Bankgebäude. | D-2-74-184-25  | weitere Bilder                   |
| Stadtplatz 4 (Standort)                   | Ehemaliger Gasthof Stammler                                                   | zweigeschossiges Doppelhaus mit zwei Giebelfronten und Satteldächern, östlicher Teil im Kern 1405 (dendrochronologisch datiert), westlicher Teil im Kern wohl 15./16. Jahrhunderts, im 19. Jahrhundert neubarocke Fassadengestaltung mit Schweifgiebeln 1905. | D-2-74-184-26  | weitere Bilder                   |
| Stadtplatz 9 (Standort)                   | Bürgerhaus                                                                    | zweigeschossiger giebelständiger Satteldachbau mit Schweifgiebel und neubarocker Fassadengestaltung, im Kern 18. Jahrhundert, Fassadengestaltung Ende 19. Jahrhundert. | D-2-74-184-27  | weitere Bilder                   |
| Stadtplatz 15,16 (Standort)               | Bürgerhaus                                                                    | zweigeschossiges Giebelhaus mit Grabendach, Standerker und Vorschussmauer, 16./17. Jahrhundert, mit Haustor um 1830/40. | D-2-74-184-29  | weitere Bilder                   |
| Stadtplatz 18 (Standort)                  | Wohn- und Geschäftshaus                                                       | dreigeschossiger Bau mit Satteldach und geschweiftem Giebel, neubarocke Fassadengestaltung, 1897. | D-2-74-184-31  | weitere Bilder                   |
| Stadtplatz 21 (Standort)                  | Wohn- und Geschäftshaus                                                       | dreigeschossiger Flachdachbau mit Blendgiebeln und Relief des Hl. Georg, 18./19. Jahrhundert, neubarocke Fassade von 1904. | D-2-74-184-32  | weitere Bilder                   |
| Stadtplatz 22 (Standort)                  | Wohn- und Geschäftshaus                                                       | zweigeschossiges Eckhaus mit Mansardgiebeldach, polygonalem Eckerker und historistischer Fassadengestaltung, 1903. | D-2-74-184-33  | weitere Bilder                   |
| Stadtplatz 26 (Standort)                  | Ehemaliges Bürgerhaus                                                         | dreigeschossiger Satteldachbau mit polygonalem Eckerker, Neurenaissance-Fassade 1903–05, seit 1968 Rathaus. | D-2-74-184-34  | weitere Bilder                   |
| Stadtplatz 28 (Standort)                  | Traidboden                                                                    | zur ehemaligen Mälzerei gehörig, zweigeschossiger Satteldachbau mit Blockbau-Obergeschoss über massivem Sockel, 19. Jahrhundert. | D-2-74-184-11  | weitere Bilder                   |
| Stadtplatz 30 (Standort)                  | Ehemaliges Rentamt                                                            | dreigeschossiger Mansarddachbau mit neubarocker Fassadengestaltung, 1897/98. | D-2-74-184-35  | weitere Bilder                   |
| Stadtplatz 33 (Standort)                  | Wohn- und Geschäftshaus                                                       | dreigeschossiger Mansarddachbau mit zwei Hinterhausflügeln und neubarocker Fassadengestaltung, 1897/98. | D-2-74-184-37  | weitere Bilder                   |
| Stadtplatz 37 (Standort)                  | Bürgerhaus                                                                    | dreigeschossiger giebelständiger Bau im Inn-Salzach-Typus mit Grabendach und Vorschussmauer, 1717, im Kern spätgotisch, mit anschließendem Rückgebäude mit hölzerner Altane, 1683, historistische Fassadengestaltung, um 1890. | D-2-74-184-38  | weitere Bilder                   |
| Stadtplatz 39 (Standort)                  | Wohn- und Geschäftshaus                                                       | dreigeschossiger Satteldachbau mit Staffelgiebel und Erker, 1927 nach dem Vorbild des spätgotischen Vorgängerbaus von 1500 wiedererrichtet. | D-2-74-184-39  | weitere Bilder                   |
| Stadtplatz 40 (Standort)                  | Katholische Spitalkirche Hl. Dreifaltigkeit und ehemaliges Heiliggeist-Spital | heute Heimatmuseum; spätgotische Spitalkirche mit Eckturm, trapezförmige Saalkirche mit drei Jochen, eingezogenem Chor und Rippengewölbe; um 1400; mit Ausstattung; ehemaliges Spital, zweigeschossiger Satteldachbau mit Laubengang, 1476/77, Innenumbau 1923–30. | D-2-74-184-40  | weitere Bilder                   |
| Stadtplatz 41 (Standort)                  | Oberes Tor                                                                    | viergeschossiges Stadttor über quadratischem Grundriss mit achteckigem Glockengeschoss, Welscher Haube und Laterne, 15. Jahrhundert, Haube um 1540; anschließende Westmauer der Spitalkirche, 15. Jahrhundert. | D-2-74-184-41  | weitere Bilder                   |
| Untere Stadt 4 (Standort)                 | Wohn- und Geschäftshaus mit Hofeinfahrt                                       | zweigeschossiger Halbwalmdachbau mit Zwerchgiebel, profilierten Traufgesims und Kragsteinreihe, um 1645, Fassade 1862; mit Hofeinfahrt, wohl gleichzeitig. | D-2-74-184-42  | weitere Bilder                   |
| Untere Stadt 11 (Standort)                | Gasthof                                                                       | lang gestreckter zweigeschossiger Satteldachbau in Ecklage, mit Ziergiebel, Anfang 18. Jahrhundert, 1983 umgebaut. | D-2-74-184-44  | weitere Bilder                   |
| Untere Stadt 15 (Standort)                | Wohn- und Geschäftshaus                                                       | dreigeschossiger Satteldachbau in Ecklage, mit Zwerchgiebel, eisernem Balkon und Ladeneinbauten, mit Ecklisenen, mit historistischen Elementen, geschnitzte Haustür, 1880. | D-2-74-184-46  | weitere Bilder                   |

### Achldorf
| Lage                                  | Objekt                 | Beschreibung | Akten-Nr.     | Bild |
| ------------------------------------- | ---------------------- | --- | ------------- | ---- |
| Achldorf 43; Hauptstraße 3 (Standort) | Ehemaliger Dreiseithof | 1. Hälfte 19. Jahrhundert; Wohnstallhaus mit anschließendem Stallstadel und Wirtschaftsgebäude mit Getreideboden, zweigeschossige Satteldachbauten über hakenförmigem Grundriss, mit Kniestock, Ziegelbauten, teilweise mit Putzgliederung, erste Hälfte 19. Jahrhundert; Wohnhaus, zweigeschossiger Satteldachbau, mit Putzgliederung in Formen der Neurenaissance, Ende 19. Jahrhundert; Scheune, Satteldachbau mit Ziegelmauerwerk, wohl 19. Jahrhundert. | D-2-74-184-48 | BW   |

### Adlhub
| Lage                   | Objekt                     | Beschreibung                          | Akten-Nr.     | Bild |
| ---------------------- | -------------------------- | ------------------------------------- | ------------- | ---- |
| Haus Nr. 59 (Standort) | Zugehöriger Bundwerkstadel | Satteldachbau, Mitte 19. Jahrhundert. | D-2-74-184-49 | BW   |

### Baumgarten
| Lage                  | Objekt                                      | Beschreibung | Akten-Nr.     | Bild |
| --------------------- | ------------------------------------------- | --- | ------------- | ---- |
| Haus Nr. 1 (Standort) | Wohnstallhaus eines Dreiseithofs mit Stadel | zweigeschossiger Satteldachbau mit Blockbau-Obergeschoss, erste Hälfte 19. Jahrhundert; kleiner Stadel, Satteldachbau mit Bohlen-Bundwerk, erste Hälfte 19. Jahrhundert. | D-2-74-184-50 | BW   |

### Blashub
| Lage                   | Objekt                                   | Beschreibung                                                                                | Akten-Nr.     | Bild |
| ---------------------- | ---------------------------------------- | ------------------------------------------------------------------------------------------- | ------------- | ---- |
| Haus Nr. 76 (Standort) | Zugehöriger Ostflügel eines Vierseithofs | Satteldachbau in Blockbauweise mit Bundwerk, Durchfahrt und Pforte, Anfang 19. Jahrhundert. | D-2-74-184-51 | BW   |

### Dasching
| Lage                                          | Objekt     | Beschreibung                                                                             | Akten-Nr.     | Bild       |
| --------------------------------------------- | ---------- | ---------------------------------------------------------------------------------------- | ------------- | ---------- |
| Flur Dasching, nordöstlich vom Hof (Standort) | Wegkapelle | kleiner massiver Satteldachbau mit Bildnische, einfache Putzgliederung, bezeichnet 1949. | D-2-74-184-53 | Wegkapelle |

### Eibelswimm
| Lage                   | Objekt                                              | Beschreibung | Akten-Nr.     | Bild |
| ---------------------- | --------------------------------------------------- | --- | ------------- | ---- |
| Haus Nr. 57 (Standort) | Wohnstallhaus eines Dreiseithofs mit Getreidekasten | zweigeschossiges Gebäude mit Flachsatteldach, teilweise Holzbau mit Schrot, 19. Jahrhundert; Blockbau-Traidboden über massivem Sockel, Satteldachbau, 18. Jahrhundert. | D-2-74-184-54 | BW   |

### Frauenhaarbach
| Lage                   | Objekt                                               | Beschreibung | Akten-Nr.     | Bild |
| ---------------------- | ---------------------------------------------------- | --- | ------------- | ---- |
| Haus Nr. 26 (Standort) | Katholische Filialkirche Mariä Himmelfahrt mit Mauer | Saalkirche, das spätromanische Langhaus aus dem 12./13. Jahrhundert, im 15. Jahrhundert erhöht und eingewölbt, nach Einsturz 1974 neu errichtet, Chor und Turm spätgotisch, zweiten Hälfte 15. Jahrhundert, Gliederung durch Dreiecklisenen und Dachfries, südseitig Chorflankenturm mit Geschossgliederung und Satteldach; mit Ausstattung; Friedhofsmauer, 18./19. Jahrhundert, wohl mit älterem Kern. | D-2-74-184-55 | BW   |

### Frauensattling
| Lage                                  | Objekt                                         | Beschreibung | Akten-Nr.     | Bild                                           |
| ------------------------------------- | ---------------------------------------------- | --- | ------------- | ---------------------------------------------- |
| Im Dorf 5, Am Kirchanger 3 (Standort) | Katholische Kirche Mariä Heimsuchung mit Mauer | Expositurkirche, Saalkirche mit Chorflankenturm an der Nordseite, am Chor gestufte Streben, Turm mit Geschoss- und Blendbogengliederung sowie Satteldachabschluss, spätgotischer Bau aus der zweiten Hälfte 15. Jahrhundert; mit Ausstattung; Friedhofsmauer, im Kern wohl gleichzeitig, mit späteren Veränderungen. | D-2-74-184-57 | Katholische Kirche Mariä Heimsuchung mit Mauer |
| Im Dorf 6, 6a (Standort)              | Nischenfigur und Hofeinfahrt                   | im Giebelfeld am Nebengebäude, 1863; Hofeinfahrt, bezeichnet 1863. | D-2-74-184-58 | Nischenfigur und Hofeinfahrt                   |
| Haus Nr. 14 (Standort)                | Bauernhaus                                     | Mitterstallbau, zweigeschossiger Flachsatteldachbau in verputztem Blockbau, seltenes Beispiel aus dem späten 17. Jahrhundert. | D-2-74-184-59 | Bauernhaus                                     |

### Friesing
| Lage                                         | Objekt                    | Beschreibung                                                                                   | Akten-Nr.     | Bild |
| -------------------------------------------- | ------------------------- | ---------------------------------------------------------------------------------------------- | ------------- | ---- |
| Haus Nr. 60 (Standort)                       | Stadel eines Dreiseithofs | Satteldachbau in Ständerbohlenbauweise mit Bundwerk, wohl um 1800, teilweise massiv ausgebaut. | D-2-74-184-60 | BW   |
| Friesing 60, westlich am Waldrand (Standort) | Bildstock                 | aus Holz mit gemalter Pieta, 19. Jahrhundert.                                                  | D-2-74-184-61 | BW   |

### Gaindorf
| Lage                                                  | Objekt                             | Beschreibung | Akten-Nr.     | Bild           |
| ----------------------------------------------------- | ---------------------------------- | --- | ------------- | -------------- |
| Haus Nr. 3 (Standort)                                 | Bauernhaus eines Vierseithofs      | zweigeschossiger Satteldachbau mit Neurenaissancegliederung und Putzrustizierungen, 1896; Nebengebäude, zweigeschossiger Satteldachbau, einheitlich in gleicher Art, gleichzeitig; Torbogen und eisernes Hoftor, 1896/97.              | D-2-74-184-62 | BW             |
| Haus Nr. 9 (Standort)                                 | Katholische Pfarrkirche St. Petrus | Saalkirche mit eingezogenem Chor, spätgotischer Bau des 15. Jahrhunderts, 1892 erweitert, Gliederung durch Strebepfeiler, Dachfries und Sockel am Chor, südlich Chorflankenturm mit Geschossgliederung und Spitzhelm; mit Ausstattung. | D-2-74-184-63 | weitere Bilder |
| Haus Nr. 13 (Standort)                                | Stadel                             | Riegelbundwerk mit Steilsatteldach, Mitte 19. Jahrhundert, im Kern 17. Jahrhundert. | D-2-74-184-64 | BW             |
| Haus Nr. 17 (Standort)                                | Pfarrhaus                          | zweigeschossiger Satteldachbau mit Putzgliederung, im Erdgeschoss gewölbte Räume, 18. Jahrhundert. | D-2-74-184-65 | BW             |
| Gaindorf 1, an der Straße nach Herrnfelden (Standort) | Kapelle                            | massiver Bau mit Steildach, um 1900. | D-2-74-184-66 | BW             |

### Geiselsdorf
| Lage                   | Objekt                        | Beschreibung | Akten-Nr.     | Bild |
| ---------------------- | ----------------------------- | --- | ------------- | ---- |
| Haus Nr. 31 (Standort) | Bauernhaus                    | zweigeschossiger Wohnstallbau in Blockbauweise mit Giebel- und Traufschrot, nordseits mit Schleppdach, 17./18. Jahrhundert.                                             | D-2-74-184-67 | BW   |
| Haus Nr. 40 (Standort) | Wohnstallhaus                 | zweigeschossiger Satteldachbau mit Blockbau-Obergeschoss, Anfang 19. Jahrhundert, Dach später.                                                                          | D-2-74-184-68 | BW   |
| Haus Nr. 34 (Standort) | Wohnstallhaus eines Hakenhofs | zweigeschossiger Flachsatteldachbau mit Blockbau-Obergeschoss und Traufschrot, 18./19. Jahrhundert.                                                                     | D-2-74-184-70 | BW   |
| Haus Nr. 25 (Standort) | Katholische Kirche St. Georg  | Saalkirche mit Westturm, neuromanischer Blankziegelbau, 1866–68 erbaut, Gliederung durch Lisenen und Friesband, Turm mit Achteckaufsatz und Spitzhelm; mit Ausstattung. | D-2-74-184-71 | BW   |

### Giersdorf
| Lage                   | Objekt                         | Beschreibung | Akten-Nr.     | Bild |
| ---------------------- | ------------------------------ | --- | ------------- | ---- |
| Haus Nr. 54 (Standort) | Katholische Kirche St. Michael | Saalkirche mit Westturm, einfacher kleiner Bau von 1714, 1869 erneuert, mit Putzgliederung, Turm achtseitig mit Geschossgliederung und Zwiebelkuppel; mit Ausstattung. | D-2-74-184-72 | BW   |

### Großmaulberg
| Lage                   | Objekt        | Beschreibung | Akten-Nr.      | Bild |
| ---------------------- | ------------- | --- | -------------- | ---- |
| Haus Nr. 28 (Standort) | Wohnstallhaus | eines ehemaligen Vierseithofs, zweigeschossiger Satteldachbau mit Traufschrot und Hochlaube (rekonstruiert), Blockbau-Obergeschoss, 1676 (dendrochronologisch datiert), Ausmauerung sowie Erweiterung nach Norden mit Stallteil und Dacherneuerung, bezeichnet 1875. | D-2-74-184-124 | BW   |

### Haarbach
| Lage                                            | Objekt                               | Beschreibung | Akten-Nr.     | Bild |
| ----------------------------------------------- | ------------------------------------ | --- | ------------- | ---- |
| Schulstraße 6 (Standort)                        | Ehemalige Schlosskapelle St. Michael | Filialkirche, einfacher Ziegelbau der Spätgotik, einschiffig mit dreiseitig geschlossenem Chor, Seitenkapellen später, westlich vorgesetzter Sattelturm mit Treppengiebeln, Blendbögen und Geschossgliederung, an Langhaussüdseite bezeichnet 1510; mit Ausstattung. | D-2-74-184-76 | BW   |
| an der Straße nach Schnedenhaarbach. (Standort) | Wegkapelle                           | kleiner massiver Bau mit Satteldach, mit Blendbogen, Lisenen- und Putzgliederung, 1843; mit Ausstattung. | D-2-74-184-77 | BW   |
| nordöstlich von Haarbach. (Standort)            | Wegkapelle                           | kleiner massiver Bau mit Satteldach, um 1800; mit Ausstattung. | D-2-74-184-78 | BW   |

### Herrnfelden
| Lage                   | Objekt                          | Beschreibung | Akten-Nr.     | Bild           |
| ---------------------- | ------------------------------- | --- | ------------- | -------------- |
| Haus Nr. 36 (Standort) | Katholische Kirche St. Nikolaus | Saalkirche, spätgotische Anlage mit eingezogenem Chor, um 1480, Gliederung am Chor durch Dreieckstreben, südlich Chorflankenturm mit barockem Oberbau und Zwiebelhaube; mit Ausstattung. | D-2-74-184-80 | weitere Bilder |

### Hinterwimm
| Lage                   | Objekt | Beschreibung | Akten-Nr.     | Bild |
| ---------------------- | ------ | --- | ------------- | ---- |
| Haus Nr. 69 (Standort) | Stadel | Satteldachbau mit Bundwerk, Ende 18./Anfang 19. Jahrhundert, teilweise massiv ausgebaut; Traidboden mit Durchfahrt und Bundwerkteilen, gleichzeitig. | D-2-74-184-81 | BW   |

### Johanneskirchen
| Lage                   | Objekt                                     | Beschreibung | Akten-Nr.     | Bild |
| ---------------------- | ------------------------------------------ | --- | ------------- | ---- |
| Haus Nr. 24 (Standort) | Kuratiekirche St. Johann Baptist mit Mauer | Saalkirche mit Westturm, Ziegelsteinbau, Gliederung durch dreiteilige Streben, Turm mit Geschossgliederung und Zwiebelhaube, spätgotischer Bau von 1489; mit Ausstattung; Friedhofsmauer, 18./19. Jahrhundert mit älterem Bestand. | D-2-74-184-83 | BW   |

### Kirchstetten
| Lage                    | Objekt                         | Beschreibung | Akten-Nr.     | Bild |
| ----------------------- | ------------------------------ | --- | ------------- | ---- |
| Haus Nr. 95a (Standort) | Katholische Kirche St. Stephan | Saalkirche, ziegelsichtiger Backsteinbau, Langhausmauern 12./13. Jahrhundert, Chor, Sakristei und Gewölbe spätgotisch, um 1500, an den Langseiten Gliederung durch Deutsches Band, südseitig romanisches Rundbogenportal, vermauert, westlich rechteckiger Giebelreiter mit Satteldach; mit Ausstattung. | D-2-74-184-85 | BW   |

### Kleingrub
| Lage                       | Objekt                | Beschreibung | Akten-Nr.      | Bild |
| -------------------------- | --------------------- | --- | -------------- | ---- |
| Haus Nr. 29 1/5 (Standort) | Ehemaliges Bauernhaus | zweigeschossiger Satteldachbau, überwiegend Blockbau mit zwei hofseitigen Balusterschroten, 1810/11 (dendrochronologisch datiert), bezeichnet 1814 (Schrottür); 2011 von Kößlarn, Oberwesterbach 32 im Landkreis Passau hierher transferiert; ehemaliger Traidkasten, zweigeschossiger Blockbau mit Satteldach und traufseitigem Schrot, 1715 (dendrochronologisch datiert); 2014 von Vilsheim, Unterfroschham 3 hierher transferiert und über neuem Ziegelsockel aufgebaut. | D-2-74-184-138 | BW   |
| nördlich im Tal (Standort) | Feldkapelle           | kleiner massiver Satteldachbau, wohl erstes Drittel 19. Jahrhundert. | D-2-74-184-86  | BW   |

### Lernbuch
| Lage                   | Objekt                     | Beschreibung | Akten-Nr.     | Bild                       |
| ---------------------- | -------------------------- | --- | ------------- | -------------------------- |
| Haus Nr. 60 (Standort) | Bauernhaus eines Hakenhofs | zweigeschossiges Gebäude mit Flachsatteldach und Bretterschrot, rückwärtig Blockbauoberteil, Anfang 19. Jahrhundert. | D-2-74-184-88 | Bauernhaus eines Hakenhofs |

### Lichtenburg
| Lage                   | Objekt                 | Beschreibung | Akten-Nr.     | Bild                   |
| ---------------------- | ---------------------- | --- | ------------- | ---------------------- |
| Haus Nr. 64 (Standort) | Mühle mit Nebengebäude | Wohngebäude eines Vierseithofes, zweigeschossiger Satteldachbau mit Geschossgliederung und Schweifgiebel, 18. Jahrhundert; Ostflügel, Ziegelbau mit Satteldach, bezeichnet 1836; Nebengebäude, zweigeschossiger massiver Satteldachbau, wohl 19. Jahrhundert. | D-2-74-184-89 | Mühle mit Nebengebäude |

### Lofeneck
| Lage                     | Objekt              | Beschreibung                                                                    | Akten-Nr.     | Bild |
| ------------------------ | ------------------- | ------------------------------------------------------------------------------- | ------------- | ---- |
| Flur Lofeneck (Standort) | Katholische Kapelle | massiver kleiner Satteldachbau mit Dachreiter, spätbarock, 18./19. Jahrhundert. | D-2-74-184-91 | BW   |

### Motting
| Lage                   | Objekt                      | Beschreibung | Akten-Nr.     | Bild |
| ---------------------- | --------------------------- | --- | ------------- | ---- |
| Haus Nr. 34 (Standort) | Katholische Kirche St. Veit | Saalkirche mit eingezogenem quadratischem Chor, spätromanischer Blankziegelbau, zweites Viertel 13. Jahrhundert, Gliederung durch Ecklisenen und Rundbogenfries am Chor, über der Chorbogenmauer Dachreiter mit Satteldach; mit Ausstattung. | D-2-74-184-92 | BW   |

### Oberenglberg
| Lage       | Objekt                                                 | Beschreibung | Akten-Nr.     | Bild |
| ---------- | ------------------------------------------------------ | --- | ------------- | ---- |
| (Standort) | Katholische Filialkirche St. Ulrich und St. Margaretha | Saalkirche mit Westturm, im Kern 12./13. Jahrhundert, Langhaus um 1480 erhöht sowie Chor und Turm neu gebaut, Gliederung durch Sockel und Dachfries, Westturm, verjüngend, mit Geschossgliederung, achtseitigem Aufsatz und Kuppelhaube; mit Ausstattung. | D-2-74-184-93 | BW   |

### Pfaffenbach
| Lage                   | Objekt                                      | Beschreibung | Akten-Nr.     | Bild |
| ---------------------- | ------------------------------------------- | --- | ------------- | ---- |
| Haus Nr. 77 (Standort) | Stadel                                      | Ständerbohlenbau mit Bundwerk und Satteldach, erste Hälfte 19. Jahrhundert.                                     | D-2-74-184-95 | BW   |
| Haus Nr. 81 (Standort) | Wohnstallhaus eines ehemaligen Vierseithofs | zweigeschossiger Flachsatteldachbau mit Blockbau-Obergeschoss und Traufschrot, Ende 18./Anfang 19. Jahrhundert. | D-2-74-184-96 | BW   |

### Reit
| Lage                 | Objekt     | Beschreibung                                                             | Akten-Nr.      | Bild |
| -------------------- | ---------- | ------------------------------------------------------------------------ | -------------- | ---- |
| Flur Reit (Standort) | Grenzsäule | steinerne Säule mit würfelartigem Dachaufsatz, bezeichnet 1676 und 1893. | D-2-74-184-125 | BW   |

### Rumpfing
| Lage                    | Objekt                       | Beschreibung                                  | Akten-Nr.     | Bild |
| ----------------------- | ---------------------------- | --------------------------------------------- | ------------- | ---- |
| Haus Nr. 106 (Standort) | Nebengebäude mit Traidkasten | in Blockbau, mit Satteldach, 19. Jahrhundert. | D-2-74-184-99 | BW   |

### Schachten
| Lage                                                    | Objekt    | Beschreibung                                          | Akten-Nr.      | Bild |
| ------------------------------------------------------- | --------- | ----------------------------------------------------- | -------------- | ---- |
| Nähe Rombachstraße, südlich an der Bahnlinie (Standort) | Bildstock | in Ziegelstein gemauert, neugotisch, bezeichnet 1889. | D-2-74-184-100 | BW   |

### Schußreit
| Lage                   | Objekt                    | Beschreibung                                     | Akten-Nr.      | Bild |
| ---------------------- | ------------------------- | ------------------------------------------------ | -------------- | ---- |
| Haus Nr. 61 (Standort) | Stadel eines Vierseithofs | Satteldachbau mit Bundwerk, 18./19. Jahrhundert. | D-2-74-184-101 | BW   |

### Seyboldsdorf
| Lage                     | Objekt                                                                                 | Beschreibung | Akten-Nr.      | Bild           |
| ------------------------ | -------------------------------------------------------------------------------------- | --- | -------------- | -------------- |
| Dorfstraße 45 (Standort) | Pfarrhaus                                                                              | Wohngebäude, zweigeschossiger Massivbau mit Zeltdach und Putzgliederung, 1752–53. | D-2-74-184-102 | Pfarrhaus      |
| Klosterweg 4 (Standort)  | Katholische Pfarrkirche St. Johannes Baptist und Johannes (Apostel), Mauer und Kapelle | Saalkirche mit angebautem Seitenschiff und Westturm, spätgotische Anlage der zweiten Hälfte 15. Jahrhundert, die um 1500 erbaute nordseitige Liebfrauenkapelle später als Seitenschiff angeschlossen, Turmerhöhung und Spitzhelm 1865, Erweiterung des Langhauses 1903–12, Gliederung durch Strebepfeiler und Dachfries am Chor, Westturm mit Geschossgliederung, Blendbögen, Achteckaufsatz und Spitzhelm; mit Ausstattung; Lourdeskapelle, Ziegelbau mit Satteldach, 19. Jahrhundert; Friedhofsmauer, Ziegelstein, weitgehend 19. Jahrhundert mit älteren Fragmenten. | D-2-74-184-103 | weitere Bilder |
| Klosterweg 7 (Standort)  | Ehemaliges Seyboldstorffsches Hofmarkschloss                                           | Vierflügelanlage des späten 18. Jahrhunderts, Ausbau der Anlage 1868, zweigeschossige, weitgehend ungegliederte Gebäude, an der Westfassade Portal mit Pilastergliederung, mit Schlosskapelle und Ausstattung, ab 1951 Magdalenerinnenkloster, jetzt Privatbesitz. | D-2-74-184-104 | weitere Bilder |

### Solling
| Lage                  | Objekt                                   | Beschreibung | Akten-Nr.      | Bild                                     |
| --------------------- | ---------------------------------------- | --- | -------------- | ---------------------------------------- |
| In Solling (Standort) | Katholische Kirche St. Stephan mit Mauer | kleine spätgotische Staffelhalle, 1493–1497, Gliederung durch Dachfries und Sockelband, nördlich Chorflankenturm mit Spitzhelm; mit Ausstattung; Friedhofsmauer, 18./19. Jahrhundert wohl mit älterem Kern. | D-2-74-184-105 | Katholische Kirche St. Stephan mit Mauer |

### Spielberg
| Lage                   | Objekt                                                 | Beschreibung | Akten-Nr.      | Bild |
| ---------------------- | ------------------------------------------------------ | --- | -------------- | ---- |
| Haus Nr. 41 (Standort) | Wohnstallhaus eines ehemaligen Dreiseithofs mit Stadel | zweigeschossiges Gebäude mit Flachsatteldach, Blockbau-Obergeschoss und Giebelschrot, 18. Jahrhundert; Bundwerkstadel, Satteldachbau, bezeichnet 1811, teilweise in Ziegelstein ausgemauert. | D-2-74-184-106 | BW   |

### Streifenöd
| Lage                   | Objekt                                                 | Beschreibung | Akten-Nr.      | Bild |
| ---------------------- | ------------------------------------------------------ | --- | -------------- | ---- |
| Haus Nr. 61 (Standort) | Wohnstallhaus eines ehemaligen Vierseithofs mit Stadel | zweigeschossiges Gebäude mit Flachsatteldach und Blockbau-Obergeschoss, 19. Jahrhundert; Traidkasten in Blockbauweise, frühes 19. Jahrhundert; Stadel, Satteldachbau mit segmentbogenförmigen Lüftungsöffnungen, wohl später. | D-2-74-184-108 | BW   |

### Tattendorf
| Lage                   | Objekt                        | Beschreibung | Akten-Nr.      | Bild |
| ---------------------- | ----------------------------- | --- | -------------- | ---- |
| Haus Nr. 44 (Standort) | Katholische Kirche St. Martin | Saalkirche, zweiten Hälfte 15. Jahrhundert, über älterem Kern, Gliederung am Chor durch Dreieckstreben und Dachfries, südlich Chorflankenturm mit Spitzhelm; Friedhofsmauer, Ziegelstein, 18./19. Jahrhundert. | D-2-74-184-109 | BW   |

### Thalham
| Lage                                     | Objekt                      | Beschreibung | Akten-Nr.      | Bild |
| ---------------------------------------- | --------------------------- | --- | -------------- | ---- |
| Haus Nr. 53 (Standort)                   | Dreiseithof mit Taubenkobel | Hauptgebäude, zweigeschossiger Satteldachbau mit historisierenden Putzgliederungen, um 1900, mit anschließender Ökonomie; Nebengebäude, Stadel, mit einfacher Putzgliederung, wohl gleichzeitig; Nebengebäude, zweigeschossiger Satteldachbau mit Ecklisenen und Putzgliederung, wohl gleichzeitig; Taubenkobel in neubarocken Formen mit Uhrenturm, um 1900. | D-2-74-184-111 | BW   |
| am Wegkreuz nördlich der Bahn (Standort) | Kapelle                     | kleiner massiver Bau mit Satteldach und Putzgliederung, bezeichnet 1845. | D-2-74-184-112 | BW   |

### Unterenglberg
| Lage                   | Objekt                                      | Beschreibung | Akten-Nr.      | Bild |
| ---------------------- | ------------------------------------------- | --- | -------------- | ---- |
| Haus Nr. 36 (Standort) | Wohnstallhaus eines Vierseithofs mit Stadel | zweigeschossiger Satteldachbau mit Blockbau-Obergeschoss, 18./19. Jahrhundert; Blockbau-Traidboden auf Massivsockel, mit Satteldach, gleichzeitig. | D-2-74-184-114 | BW   |

### Wolferding
| Lage                   | Objekt                                | Beschreibung | Akten-Nr.      | Bild |
| ---------------------- | ------------------------------------- | --- | -------------- | ---- |
| Haus Nr. 3a (Standort) | Filialkirche St. Georg und St. Martin | Saalkirche, einheitlicher spätgotischer Backsteinbau, an der Südseite fünfgeschossiger Turm mit Satteldachabschluss, bezeichnet 1498 (Chorbogen); mit Ausstattung. | D-2-74-184-116 | BW   |

### Wölflau
| Lage                   | Objekt      | Beschreibung                                                                                             | Akten-Nr.      | Bild |
| ---------------------- | ----------- | --- | -------------- | ---- |
| Haus Nr. 88 (Standort) | Einfirsthof | Mittertennbau eingeschossiger Flachsatteldachbau mit Kniestock, mit Blockbaugiebel, 18./19. Jahrhundert. | D-2-74-184-115 | BW   |

### Zeiling
| Lage                                  | Objekt          | Beschreibung | Akten-Nr.      | Bild |
| ------------------------------------- | --------------- | --- | -------------- | ---- |
| Haus Nr. 78 (Standort)                | Kleinbauernhaus | eingeschossiger Flachsatteldachbau mit Kniestock, Schrot und verbrettertem Vordach, zweiten Hälfte 18. Jahrhundert. | D-2-74-184-117 | BW   |
| Zeiling, östlich des Ortes (Standort) | Feldkapelle     | kleiner massiver Satteldachbau, mit Durchgang, erste Hälfte 19. Jahrhundert; mit Ausstattung.                       | D-2-74-184-119 | BW   |

## Ehemalige Baudenkmäler
In diesem Abschnitt sind Objekte aufgeführt, die früher einmal in der Denkmalliste eingetragen waren, jetzt aber nicht mehr. Objekte, die in anderem Zusammenhang also z. B. als Teil eines Baudenkmals weiter eingetragen sind, sollen hier nicht aufgeführt werden. Aktennummern in diesem Abschnitt sind ehemalige, jetzt nicht mehr gültige Aktennummern.

| Lage                                                                            | Objekt                                      | Beschreibung | Akten-Nr.      | Bild                      |
| ------------------------------------------------------------------------------- | ------------------------------------------- | --- | -------------- | ------------------------- |
| Vilsbiburg Herrnfeldener Straße 4 (Standort)                                    | Wohnhaus                                    | des Bildhauers und Stuckateurs Paul Wagner, erbaut 1759, stark verändert; stuckierte Räume, 18. Jahrhundert.                                                                |                | Wohnhaus                  |
| Vilsbiburg Herrnfeldener Straße 28 (Standort)                                   | Stattliches Wohnhaus                        | zweigeschossiger traufständiger Satteldachbau mit Treppengiebel, Ende 19. Jahrhundert.                                                                                      | D-2-74-184-6   | Stattliches Wohnhaus      |
| Vilsbiburg Löchl 9 (Standort)                                                   | Traidboden                                  | Blockbau, 19. Jahrhundert; im Brauereihof, zur ehemaligen Mälzerei gehörig.                                                                                                 |                | BW                        |
| Vilsbiburg Obere Stadt 14 (Standort)                                            | Ehemaliges Handwerkerhaus                   | jetzt Wohn- und Geschäftshaus, zweigeschossiger giebelständiger Satteldachbau mit geschweiftem Giebel, mit Putzgliederung, Mitte 19. Jahrhundert.                           | D-2-74-184-18  | Ehemaliges Handwerkerhaus |
| Vilsbiburg Obere Stadt 21 (Standort)                                            | Wohnhaus und Kruzifix                       | mit reicher Putzgliederung und Zwerchgiebel, 1898, Ladeneinbau 1910; Kruzifix, überlebensgroßer Corpus aus Ton.                                                             |                | Wohnhaus und Kruzifix     |
| Vilsbiburg Obere Stadt 31 (Standort)                                            | Gasthof                                     | dreigeschossige Anlage mit barockem Giebel, Haustor bezeichnet 1834. |                | Gasthof                   |
| Vilsbiburg Pater-Olaf-Weg 2 (Standort)                                          | Wohnhaus                                    | mit Vorschussmauer, 19. Jahrhundert, im Kern älter. | D-2-74-184-1   | BW                        |
| Vilsbiburg Untere Stadt 9 (Standort)                                            | Wohn- und Geschäftshaus                     | bezeichnet 1834 am Haustor, Front mit Zinnenaufsätzen 1923. |                | BW                        |
| Vilsbiburg Veldener Straße 6 (Standort)                                         | Ehemaliger Bauernhof                        | (jetzt städtischer Bauhof), Satteldachbau mit Segmentbogenfenstern, hakenförmig angeschlossenes Wirtschaftsgebäude, 1855.                                                   |                | BW                        |
| Brandlmaierbach Haus Nr. 66 (Standort)                                          | Große Apostelfigur                          | um 1700; im Giebel des Bauernhauses. | D-2-74-184-52  | BW                        |
| Eckweg Haus Nr. 60 (Standort)                                                   | Einfirsthof                                 | zweigeschossiger Blockbau mit Lehmputz, im Obergeschoss überlukte Bohlendecken, 18. Jahrhundert.                                                                            | D-2-74-184-122 | BW                        |
| Frauenhaarbach Haus Nr. 23 (Standort)                                           | Balusterschrot und verstrebte Balkenköpfe   | zweiten Hälfte 18. Jahrhundert; am Wohnstallhaus. | D-2-74-184-56  | BW                        |
| Geiselsdorf Haus Nr. 33 (Standort)                                              | Wohnstallhaus eines Hakenhofs               | mit Blockbau-Obergeschoss und Schrot, Ende 18./Anfang 19. Jahrhundert. | D-2-74-184-69  | BW                        |
| Giersdorf Haus Nr. 58 (Standort)                                                | Bauernhaus                                  | mit Blockbau-Obergeschoss, Mitte 19. Jahrhundert. |                | BW                        |
| Giersdorf Haus Nr. 60 (Standort)                                                | Bauernhaus                                  | mit Blockbau-Obergeschoss, Mitte 19. Jahrhundert. |                | BW                        |
| Hartlsöd nähe Krüglmühle, an der Straße zwischen Neißl und Hölzlgrub (Standort) | Bildstock                                   | gemauert, 18. Jahrhundert. | D-2-74-184-79  | BW                        |
| Hippenstall Haus Nr. 78 (Standort)                                              | Zugehörige Wasserpumpe mit Windrad          | Ende 19. Jahrhundert. | D-2-74-184-82  | BW                        |
| Kienberg Haus Nr. 59 (Standort)                                                 | Stadel eines Vierseithofs                   | Halbwalmdachbau mit Bundwerk, 18. Jahrhundert. | D-2-74-184-84  | BW                        |
| Kleinmaulberg südlich im Tal (Standort)                                         | Feldkapelle                                 | zweiten Hälfte 19. Jahrhundert. | D-2-74-184-87  | BW                        |
| Lofeneck Haus Nr. 6 (Standort)                                                  | Stadel eines Dreiseithofs                   | massiver Satteldachbau mit Zinnengiebel, 19. Jahrhundert. | D-2-74-184-90  | BW                        |
| Oberenglberg Haus Nr. 38 (Standort)                                             | Wohnstallhaus eines Dreiseithofs mit Stadel | zweigeschossiger Flachsatteldachbau mit Blockbau-Obergeschoss und Blockbau-Traidboden mit Schrot, 18. Jahrhundert; Stadel, Satteldachbau in Blockbauweise, bezeichnet 1712. | D-2-74-184-94  | BW                        |
| Rumpfing Haus Nr. 105 (Standort)                                                | Stadel                                      | in Ständerbohlenbauweise mit Bundwerk und Satteldach, bezeichnet 1745. | D-2-74-184-98  | BW                        |
| Stadel nähe Stadel (Standort)                                                   | Bildstock                                   | gemauert, 19. Jahrhundert. | D-2-74-184-107 | BW                        |
| Thal II Haus Nr. 123 (Standort)                                                 | Reicher Bundwerkstadel                      | 18./19. Jahrhundert; zugehörig zu Vierseithof. | D-2-74-184-110 | BW                        |
| Unterenglberg Haus Nr. 35 (Standort)                                            | Stadel                                      | Traidkasten mit Bundwerk über massivem Erdgeschoss, mit Satteldach, erste Hälfte 19. Jahrhundert.                                                                           | D-2-74-184-113 | BW                        |
| Zeiling Haus Nr. 79 (Standort)                                                  | Blockbau-Stadel                             | mit Steildach und Bundwerk, 18./19. Jahrhundert; zugehörig zu ehemaligen Vierseithof.                                                                                       | D-2-74-184-118 | BW                        |
| Zeiling am Weg nach Prölling (Standort)                                         | Wegkapelle                                  | Anfang 19. Jahrhundert. | D-2-74-184-120 | BW                        |